# Sh2-175
Sh2-175 è una nebulosa a emissione visibile nella costellazione di Cassiopea.
La nube può essere osservata circa 2° a NNW della stella κ Cassiopeiae, di quarta magnitudine e dunque ben individuabile anche sotto cieli non perfettamente bui; si rivela nelle foto a lunga posa prese con un potente telescopio amatoriale. La sua declinazione è fortemente settentrionale, pertanto può essere osservata specialmente dalle regioni dell'emisfero boreale, dove si presenta circumpolare fino alle latitudini temperate più inferiori; dall'emisfero australe al contrario la sua osservazione è limitata alle regioni tropicali.
Si tratta di una piccola regione H II del diametro di appena 3,3 anni luce, situata a circa 1700 parsec (circa 5540 anni luce) di distanza, sul Braccio di Perseo, uno dei bracci di spirale maggiori della Via Lattea, in corrispondenza della parte più prossima dell'associazione OB Cassiopeia OB5; a quest'associazione sono legati alcuni ammassi aperti e anche altre nebulose, come Sh2-172, Sh2-173 e Sh2-177. L'azione combinata del vento stellare delle stelle di grande massa dell'associazione ha creato nella regione una grande superbolla del diametro di 380 parsec. Sh2-175 si trova in corrispondenza della parte più prossima di questa superbolla tuttavia, alcuni scienziati hanno individuato per questa nebulosa un valore di distanza più ridotto, posizionandola così sul bordo più esterno del Braccio di Orione, in corrispondenza del Cepheus Flare. La stella responsabile della ionizzazione dei gas della nube è LS I+64 26, una stella blu di classe spettrale O9.5V, che non farebbe parte di nessuna associazione OB, trovandosi isolata rispetto alle altre stelle di pari massa e luminosità; Altri studi ancora collocano la stella principale a una distanza di appena 1090 parsec, indicandola come di classe B1.5V. Le regioni circostanti, in particolare la parte più settentrionale, mostrano evidenti segni della presenza di gas non illuminati.